# Miele di donna
Miele di donna è un film del 1981 diretto da Gianfranco Angelucci.

## Trama
In un giorno d'agosto una scrittrice costringe, pistola in pugno, un editore a leggere un suo racconto che narra la storia d'una ragazza, Anny, appena arrivata in città. Prende così vita la vicenda della giovane che s'aggira nella pensione Desiderio, dove fa amicizia con la conturbante padrona e con gli altri inquilini. La pensione si rivela una sorta di luogo onirico, dove ogni stanza conduce spesso a situazioni erotiche. Anny assiste, nuda, ad un rapporto tra la cameriera della pensione ed un pensionato, viene coinvolta in una lezione di danza e infine subirà le morbose attenzioni dell'istitutrice. Anche la cena sarà solo una scusa per farla finire con il misterioso uomo della stanza, che avrà con lei un rapporto. Quando l'editore finita la lettura, aspetta le decisioni della scrittrice, essa ricompare dopo aver indossato i panni di Anny rivelando così che i due sono una coppia ed il tutto è un gioco seduttivo tra di loro già ripetuto più volte.

## Produzione
Le riprese avvennero tra Barcellona (Spagna) e Roma (dove si trova la pensione).

## Distribuzione
Il film arrivò nelle sale cinematografiche italiane il 25 maggio 1981. In Spagna venne distribuito il 30 novembre dello stesso anno.